# Viure de pressa. Estimar poc a poc
Viure de pressa. Estimar poc a poc (títol original en francès, Plaire, aimer et courir vite) és una pel·lícula francesa de drama romàntic del 2018 dirigida per Christophe Honoré. Va ser seleccionada per competir per la Palma d'Or al Festival de Canes de 2018. S'ha doblat i subtitulat al català.
La pel·lícula va ser guardonada amb el premi Louis-Delluc a la millor pel·lícula el 2018.

## Repartiment
- Pierre Deladonchamps com a Jacques Tondelli
- Vincent Lacoste com a Arthur Prigent
- Denis Podalydès com a Matthieu
- Quentin Thébault com a Jean-Marie
- Sophie Letourneur com a Isabelle
- Thomas Gonzalez com a Marco
- Tristan Farge com a Louis 'Loulou'